# Panhard AML
Der Automitrailleuse légère, kurz AML (deutsch: Leichter Panzerwagen), des Herstellers Panhard ist ein französischer allradgetriebener (4×4) Panzerwagen. Er wurde in den 1960er-Jahren entwickelt und in der Folge in zahlreiche Staaten exportiert. Ausgehend vom Kaliber der Hauptkanone wird im Wesentlichen zwischen zwei Fahrzeugvarianten unterschieden – dem AML 60 und dem AML 90.

## Geschichte
In den 1950er-Jahren verwendete das französische Heer neben dem britischen Radpanzer Ferret den schweren achträdrigen EBR-75. Man entschied sich in Frankreich, einen eigenen leichten Panzerwagen zu entwickeln, der nicht die Nachteile der vorgenannten Modelle aufwies. Die Französische Regierung schrieb 1956 einen Auftrag zur Entwicklung eines Fahrzeuges mit den Dimensionen des Ferrets zum Einsatz zur Aufstandsbekämpfung in den bestehenden und ehemaligen Französischen Kolonien aus. Der Hersteller Panhard, der über einschlägige Erfahrungen durch die Entwicklung und den Bau des EBR-75 verfügte, entwickelte rasch bis 1959 den Prototyp 245 Auto Mitrailleuse légère (Leichter Panzerwagen).
Bereits in den 1960er-Jahren wurde mit der Produktion begonnen. Seitdem liefen etwa 4000 Fahrzeuge vom Band, die in über 30 Staaten exportiert wurden. Zusätzlich wurden etwa 1300 AML 60/90 in Lizenz in Südafrika unter der Bezeichnung Eland 60/90 gebaut.
Zudem wurde ein Truppentransportpanzer Panhard M3 VTT entwickelt. Der M3 und der AML bestehen zu 95 % aus den gleichen Bauteilen. Somit ist es für Einsatzstaaten des AML günstig, auch den Transportpanzer anzuschaffen, um die Gemeinkosten zu reduzieren.
Der AML verfügt als Hauptwaffe entweder über eine 90-mm-Kanone des Herstellers GIAT oder über ein 60-mm-Mörsergeschütz. Entsprechend lautet auch die Bezeichnung des Panzers. Zudem verfügt das Fahrzeug über ein Nachtsichtgerät und ein Funkgerät.

## Varianten

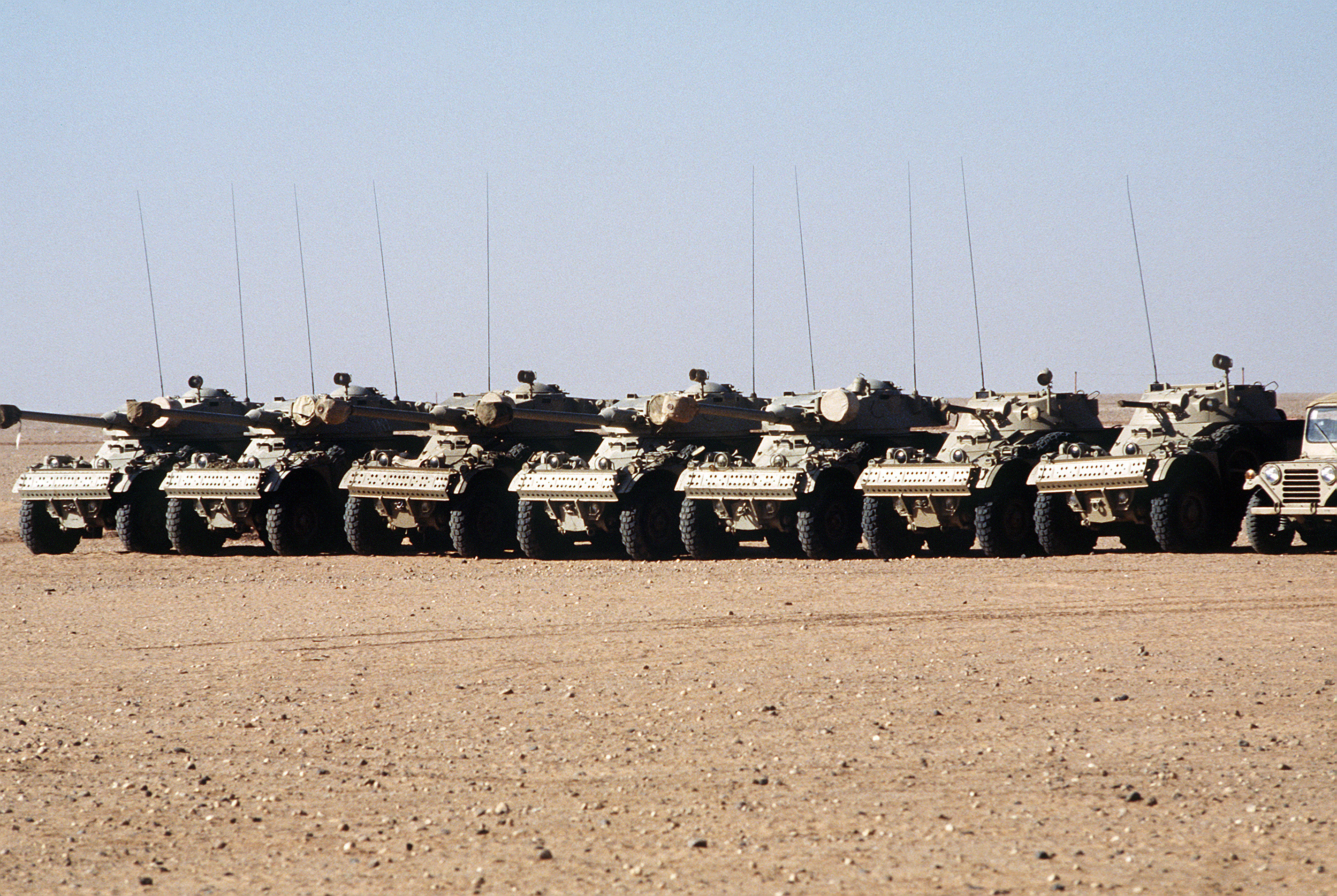
Fünf AML-90- und zwei AML-60-Panzerwagen der Armee des Niger im Zweiten Golfkrieg

Bei allen Versionen des AML sitzt der Fahrer mittig im Vorderteil des Panzerwagens, während sich der zweisitzige Turm auf der Wanne befindet. Zudem gibt es jeweils eine Tür pro Seite, der Motor ist im hinteren Teil des Fahrzeugs eingebaut.
- AML 60: Bewaffnung bestehend aus einem Hotckiss-Brandt 60-mm-CS60-Mörser mit 53 Granaten und einem 7,62-mm-MG mit 3800 Schuss.
- AML 60 HE60-7: Bewaffnung bestehend aus einem 60-mm-Mörser mit 56 Granaten und zwei 7,62-mm-MGs.
- AML 60 HE60-12: Bewaffnung bestehend aus einem 60-mm-Mörser, einem 12,7-mm-MG mit 1300 Schuss und einem 7,62-mm-MG mit 3800 Schuss.
- AML 60 HE60-20: Bewaffnung bestehend aus einem 60-mm-CM60A1-Mörser mit 43 Granaten und einer 20-mm-Maschinenkanone mit 500 Schuss.
- AML 60 S530: Flakpanzer mit neuem Turm mit zwei M621-20-mm-Maschinenkanonen mit je 260 Schuss.
- AML 81: Bewaffnung bestehend aus einem 81-mm-Mörser und einem 7,62-mm-MG mit 2000 Schuss.
- AML 90: Mit H90-Turm von Giat und einer 90-mm-DEFA D921-Niederdruck-Kanone mit 20 Schuss und zwei 7,62-mm-MGs mit 2400 Schuss.
- AML 90M: Mit neuem Turm mit einer 90-mm-Cockerill Niederdruck-Kanone, einem 12,7-mm-MG, einem 7,62-mm-MG und Nebelmittelwurfanlage.
- AML 90F1: Mit F1-Turm von Hispano-Suiza mit einer 90-mm-DEFA D921-Kanone, zwei 7,62-mm-MGs und Nebelmittelwurfanlage.
- AML 90 Lynx: Mit Lynx-Turm von Hispano-Suiza mit einer 90-mm-GIAT CN90 F1-Niederdruck-Kanone mit 21 Schuss, Nachtsichtgeräte und Laserentfernungsmesser, zwei 7,62-mm-MGs sowie Nebelmittelwurfanlage.
- AML 20: Mit H20-Turm mit einer M693-F2-20-mm-Maschinenkanone.
- AML 20TL: Mit TL-120-Turm mit einer 20-mm-Maschinenkanone mit 1000 Schuss und einem 7,62-mm-MG.
- AML 20LCT: Mit LCT-20-Turm mit einer 20-mm-Maschinenkanone mit 300 Schuss und einem 7,62-mm-MG mit 1000 Schuss.
- AML NA2: Mit neuem Turm mit vier SS.12-Panzerabwehrlenkwaffen und zwei 7,62-mm-MGs.
- AML 20ERA: Mit neuem Turm mit sechs MILAN-Panzerabwehrlenkwaffen und zwei 7,62-mm-MGs.
- Eland 20: Version aus Südafrika. Bewaffnung bestehend aus einer GI-20-mm-Maschinenkanone (M963 F2) und zwei 7,62-mm-MGs.
- Eland 60: Verbesserte südafrikanische Version des AML 60 HE60-7. Mit stärkerem Motor und abgeändertem Turm.
- Eland 90: Verbesserte südafrikanische Version des AML 90 Lynx. Mit stärkerem Motor und abgeändertem Turm.

## Nutzerstaaten
Daten aus
- Äthiopien – 56
- Algerien – 54
- Angola – Unbekannte Anzahl
- Argentinien – 50
- Bahrain – 23
- Benin – Unbekannte Anzahl
- Bosnien und Herzegowina – 10
- Burkina Faso – 15
- Burundi – 30
- Demokratische Republik Kongo – 220
- Dominikanische Republik – 20
- Dschibuti – 24
- Gabun – 24
- Guinea – 2
- Ecuador – 27
- Elfenbeinküste – 20
- El Salvador – 15
- Frankreich – 905
- Irak – 247
- Irland – 52
- Israel – 79
- Jemen – 185
- Kambodscha – 15
- Kamerun – 31
- Kenia – 82
- Libanon – 74
- Libyen – 20
- Lesotho – 6
- Malawi – Unbekannte Anzahl
- Malaysia – 140
- Mauretanien – 60
- Marokko – 210
- Mexiko – Unbekannte Anzahl
- Myanmar – 50
- Niger – 99
- Nigeria – 137
- Pakistan – 5
- Portugal – 50
- Ruanda – 14
- Saudi-Arabien – 235
- Senegal – 57
- Simbabwe – Unbekannte Anzahl
- Somaliland – 15
- Südafrika – 100 plus ~900 Eland 60/90
- Spanien – 140
- Sudan – 6
- Togo – 10
- Tschad – 95
- Tunesien – 35
- Vereinigte Arabische Emirate – 90
- Venezuela – 22